# Televisione digitale terrestre in Italia
L'attivazione della televisione digitale terrestre in Italia deriva dal processo di attuazione in Italia delle raccomandazioni comunitarie in merito al passaggio dalla tradizionale televisione analogica terrestre alla televisione digitale terrestre.
Il termine ultimo previsto per la conversione da televisione analogica terrestre a televisione digitale terrestre (il cosiddetto switch-off), e quindi il termine ultimo per aggiornare gli impianti, era il 31 dicembre 2006, slittata dal Consiglio dei ministri nel dicembre 2005 alla fine del 2008. Il 15 luglio 2006, durante la seconda Conferenza Nazionale sul Digitale Terrestre svoltasi a Napoli, RAI, Mediaset e le altre reti maggiori, presentarono Tivù, la piattaforma unica per il digitale terrestre, un progetto con cui le aziende presenti si impegnavano a promuovere il digitale terrestre in Italia ed a fornirne i contenuti anche su piattaforma digitale satellitare. L'allora ministro delle comunicazioni Paolo Gentiloni (Governo Prodi II) aveva anche indicato come data realistica per la chiusura della TV analogica il 2012, data ultima imposta dall'Unione europea per il passaggio definitivo al digitale.
Il 4 luglio 2012 l'Italia ha terminato il passaggio al digitale terrestre.

## Panorama legislativo attuale
La Commissione europea richiese che la conversione da televisione analogica a televisione digitale fosse completata entro la fine del 2012 in tutti i Paesi membri dell'UE.
L'introduzione della tecnologia digitale per le trasmissioni televisive da terra partì in via sperimentale, sull'esperienza degli altri Paesi europei, a Torino, durante il primo governo Prodi. Successivamente con la legge 66/2001 si stabilì:
- termine dello switch-off il 31 dicembre 2006;
- il 40% della capacità trasmissiva di ciascun mux privato affittato a terzi (al momento Telecom Italia Media e Mediaset rispettano questo parametro, la Rai non è tenuta a farlo in quanto televisione di Stato).

Nel 2004 venne emanata la legge di riordino del sistema televisivo italiano, ovverosia la legge Gasparri, nella quale sono stati imposti due tipi di limiti alle emittenti sul digitale terrestre:
- si è confermato il tetto del 40% da affittare a terzi;
- si è introdotto il Sistema Integrato delle Comunicazioni (SIC), secondo cui i ricavi di ciascuna emittente possono arrivare al massimo al 20% dei ricavi totali facenti parte del SIC, calcolato dall'Antitrust.

## Questioni legali
Alla fine del 2005 la Commissione europea avviò uno studio propedeutico all'emanazione di una procedura d'infrazione nei confronti dell'Italia con l'accusa di aiuti di Stato. L'accusa fu mossa per il finanziamento statale di 220 milioni di euro per l'acquisto dei ricevitori per il digitale terrestre. Sorsero anche delle polemiche perché un'azienda amministrata da Paolo Berlusconi la Solari.com srl, fratello dell'allora premier, fu uno dei distributori di decoder (con una quota minima del 2% del mercato). Nel 2006, la stessa commissione aprì un'indagine a proposito del problema delle frequenze televisive (nel mirino l'acquisizione da parte di Mediaset delle frequenze di Europa Tv, proprietaria del canale sportivo Sportitalia), ma l'Antitrust estese i tetti esistenti del DVB-T al DVB-H, in particolare obbligando le emittenti che trasmettono su cellulare a lasciare il 40% dei propri canali a terzi e obbligando a usare le frequenze solo per la TV sui cellulari.
Il 19 luglio 2006 la Commissione europea inviò al governo Prodi una lettera di avviso formale in cui si chiedevano chiarimenti in merito alla riforma del sistema televisivo, su cui si sospettavano incompatibilità con le norme europee in materia di concorrenza, nelle parti in cui si danno restrizioni alla fornitura di servizi nel settore delle trasmissioni televisive. Infatti la legge Gasparri, se da una parte dovrebbe favorire l'aumento del pluralismo permettendo alle TV locali di unirsi in network interregionali, dall'altra non interviene sulla (presunta) posizione dominante di Rai e Mediaset. A tal proposito, il 12 ottobre 2006 fu presentato un nuovo disegno di legge che mirò a ridimensionare Rai e Mediaset spostando una rete analogica a testa (si parlava di Rete 4 e Rai 2, scartata Rai 3 che garantisce l'informazione regionale) solo sul digitale terrestre, in cui l'azienda milanese stava investendo milioni grazie anche alla pay-per-view; questo, secondo il ministro Gentiloni (centrosinistra) dovrebbe aumentare la concorrenza nel mercato televisivo italiano; dopo la caduta del governo Prodi però, questo ddl fu accantonato.
A gennaio 2007 l'Italia ricevette una sanzione per gli incentivi all'acquisto sui decoder per il digitale terrestre, perché violavano il principio della neutralità tecnologica tra sistemi di trasmissione. Nello stesso anno il governo Prodi varò nell'ultima finanziaria per il 2007 una nuova campagna di incentivi ma solo per l'acquisto di TV flat con tuner digitale terrestre integrato (apparecchi allora non molto diffusi). Tali incentivi sono delle detrazioni di imposta pari al 20% del prezzo d'acquisto, fino ad un massimo di 200 euro. Essi furono riproposti anche nella Finanziaria 2008.
La Commissione europea intervenne con una procedura d'infrazione nei confronti dell'Italia dove si chiedeva spiegazione sulla Legge Gasparri in relazione alle modificazioni del sistema radiotelevisivo, alcune delle quali poi giudicate dalla stessa Commissione incompatibili con il diritto comunitario. Nel luglio 2007 venivano accordati all'Italia due mesi di tempo per correggere i rilievi di problematicità evidenziati dalla Commissione nei confronti della Legge Gasparri nella parte relativa al digitale terrestre.
Questa procedura d'infrazione fu successivamente sospesa in attesa dell'adozione da parte del Governo italiano di misure atte a garantire il rispetto del diritto comunitario. Senza la messa a norma conformemente alle decisioni dell'Unione Europea, l'Italia sarebbe stata passibile di una sanzione pecuniaria, inizialmente quantificata dal giornalista Marco Travaglio in 300-400 000 euro al giorno. Questa multa non dovrà pertanto essere pagata se da parte italiana l'azione di recepimento normativo delle richieste promosse in ambito comunitario proseguirà nelle tempistiche garantite dal Governo Italiano alla Commissione europea. In attesa del completamento di questo processo le commissarie competenti, ovverosia Viviane Reding e Neelie Kroes, hanno deciso di non adottare ulteriori passi formali contro l'Italia.

## Transizione da analogico a digitale
Per poter vedere la televisione digitale la maggior parte degli impianti casalinghi non ha dovuto subire alcuna modifica. Soprattutto gli impianti singoli, nella peggiore delle ipotesi, hanno subito un riorientamento delle antenne, il che sarebbe comunque stato richiesto in molte regioni a causa della ridistribuzione dei siti di trasmissione. Alcuni impianti condominiali, in particolare quelli detti "canalizzati", hanno dovuto invece essere aggiornati per poter ricevere nuove frequenze rispetto a quelle attualmente visualizzate.
A fine 2005 il termine di inizio per la migrazione definitiva del segnale televisivo terrestre da analogico a digitale venne rinviato al 2008. In particolare, un decreto dell'ex ministro delle comunicazioni Paolo Gentiloni stabilì il passaggio completo alle trasmissioni televisive in tecnologia digitale per la Sardegna il 1º marzo 2008, mentre per la Valle d'Aosta il 1º ottobre dello stesso anno, restando confermati gli incentivi statali per l'acquisto di decoder digitali terrestri interattivi (con tecnologia MHP) nelle due regioni. Il ministro Gentiloni aveva varato nel 2007 un nuovo piano nazionale delle frequenze migliorando l'efficienza nell'utilizzo delle frequenze, evitando eventuali inutili ridondanze.
Lo switch off, ossia la data della cessazione definitiva delle trasmissioni terrestri della televisione analogica, si è verificato il 4 luglio 2012 con sei mesi di anticipo rispetto alla data di termine prevista dall'Unione europea.

### Calendario italiano del passaggio alla TV digitale
In Italia la legge 29 novembre 2007 n. 222 determinò che la "transizione al digitale" (terrestre) si sarebbe dovuta compiere entro il 31 dicembre 2012. Due allegati alla stessa legge definiscono le zone territoriali e le rispettive scadenze per lo spegnimento della telediffusione di tipo analogico.
- Allegato 1: definisce 16 aree tecniche territoriali (a carattere regionale, ma che in alcuni casi comprendono province di altre regioni o escludono province della regione interessata).
- Allegato 2: definisce la tempistica, basata su semestri che vanno dal 2008 al 2012, per il cosiddetto switch-off (così chiamato dalla stessa legge), cioè per lo spegnimento tecnico della telediffusione analogica al termine della transizione alla telediffusione digitale.

Il 1º marzo 2011 il CNID (Comitato Nazionale Italia Digitale) stabilì il calendario con le nuove date per il passaggio al digitale terrestre, a parziale modifica dell'Allegato 2. La bozza provvisoria prevedeva lo switch-off nel 2º semestre 2011 per Liguria, Toscana, Umbria, Marche, Abruzzo, Molise e provincia di Foggia; invece lo switch-off era previsto nel 1º semestre 2012 per il resto della Puglia, Basilicata, Calabria, Sicilia. Tale calendario fu nuovamente confermato nella riunione tenutasi il 14 aprile 2011. Il 12 agosto 2011 il Ministero comunicò le date ufficiali per il passaggio al digitale terrestre in Liguria, Toscana, Umbria e Marche, mentre per motivi tecnici Abruzzo, Molise e provincia di Foggia avrebbero dovuto eseguire lo switch-off nel 1º semestre 2012. Il 21 dicembre 2011 il Ministero comunicò le date ufficiali per il passaggio al digitale terrestre di Abruzzo, Molise, Puglia, Basilicata, province di Cosenza e Crotone, Calabria e Sicilia nel 1º semestre 2012 e tale calendario, il 18 gennaio 2012, fu confermato anche dal presidente dell'Autorità per le Telecomunicazioni Corrado Calabrò. Il 3 maggio 2012, a 4 giorni dalla partenza degli switch-off, il TAR del Lazio sospese lo switch-off per Abruzzo, Molise e Provincia di Foggia a causa di un ricorso presentato dalle emittenti Napoli Canale 21 e TVI Molise contro l'AGCOM e il Ministero dello Sviluppo Economico, ma il 4 maggio il Corecom Abruzzo confermò la partenza dello switch-off almeno per la regione di competenza, per il 7 maggio 2012. Il 9 maggio 2012 la Camera di Consiglio prese in esame in via d'urgenza il provvedimento del TAR del Lazio (inizialmente previsto per il 23 maggio), e respinse il ricorso delle tv ricorrenti, ripristinando così le date previste per le altre due zone dell'area tecnica 11.

### Aree tecniche e termine per lo spegnimento analogico totale (switch off)

Mappa indicante le aree tecniche (numerate dall'1 al 16) e le relative scadenze per il passaggio alla televisione digitale terrestre

| N. area | Area tecnica | Data passaggio                   |
| ------- | --- | -------------------------------- |
| 1       | Piemonte occidentale | 24 settembre – 9 ottobre 2009    |
| 2       | Valle d'Aosta | 14 settembre – 23 settembre 2009 |
| 3       | Piemonte (escluse province di Cuneo e Torino), Lombardia (esclusa la provincia di Mantova) e province di Parma e Piacenza | 25 ottobre – 26 novembre 2010    |
| 4       | Trentino-Alto Adige | 15 ottobre – 13 novembre 2009    |
| 5       | Emilia-Romagna (escluse le province di Parma e Piacenza)                                                                  | 27 novembre – 2 dicembre 2010    |
| 6       | Veneto, province di Mantova e Pordenone                                                                                   | 30 novembre – 10 dicembre 2010   |
| 7       | Friuli-Venezia Giulia (esclusa la provincia di Pordenone)                                                                 | 3 dicembre – 15 dicembre 2010    |
| 8       | Liguria (esclusa la provincia della Spezia)                                                                               | 10 ottobre – 2 novembre 2011     |
| 9       | Toscana, Umbria, provincia della Spezia e provincia di Viterbo                                                            | 3 novembre – 2 dicembre 2011     |
| 10      | Marche | 5 dicembre – 21 dicembre 2011    |
| 11      | Abruzzo, Molise e provincia di Foggia                                                                                     | 7 maggio – 23 maggio 2012        |
| 12      | Lazio (esclusa la provincia di Viterbo)                                                                                   | 16 novembre – 30 novembre 2009   |
| 13      | Campania | 1º dicembre – 16 dicembre 2009   |
| 14      | Puglia (esclusa la provincia di Foggia), Basilicata e province di Crotone e Cosenza                                       | 24 maggio – 8 giugno 2012        |
| 15      | Calabria (escluse le province di Crotone e Cosenza) e Sicilia                                                             | 11 giugno – 4 luglio 2012        |
| 16      | Sardegna | 15 ottobre - 31 ottobre 2008     |

### Digitale terrestre di seconda generazione
Il 30 giugno 2022 fu liberata la banda dei 700 MHz per l'attivazione dei servizi di telefonia mobile 5G. Si è reso quindi necessario aggiornare il sistema di trasmissione, passando dal DVB-T al DVB-T2.
Il secondo switch-off è stato molto più rapido e silenzioso del primo ed è stato articolato in 4 fasi:
- 15 novembre 2021 - 30 giugno 2022: in questa fase sono stati spostati i multiplex nazionali e locali nelle nuove frequenze assegnate.
- 8 marzo 2022: in questa data tutte le emittenti hanno adottato lo standard di compressione video MPEG-4 AVC.
- 31 dicembre 2022: entro questa data sono cessate le trasmissioni nei vecchi formati trasmissivi e quindi sono trasmessi sul digitale terrestre esclusivamente canali trasmessi nei formati in alta qualità.
- 1 gennaio 2023: da questa data i multiplex hanno adottato il nuovo standard di trasmissione DVB-T2.

Alla LCN 200 (mux Mediaset 3) è attivo un cartello di test trasmesso con compressione HEVC Main 10 che consente di verificare se il proprio TV è compatibile con il DVB-T2 e, appunto, l'HEVC Main 10. I cartelli sono contenuti in multiplex DVB-T, ma essendo l'HEVC stato lanciato dopo il DVB-T2 è assicurata la presenza di entrambi nel caso in cui si riesca a vedere la schermata.

## Standard adottati
In Italia per il digitale terrestre sono utilizzati i seguenti standard:
- trasmissione dei contenuti televisivi agli utenti: DVB-T;
  - contenuti video a definizione standard: MPEG-4 AVC;
  - contenuti video ad alta definizione: MPEG-4 AVC o HEVC Main10;
  - contenuti audio: MPEG-1 Layer II e Dolby Digital[17];
  - contenuti multimediali e interattivi: MHP e HbbTV 2.0.1;
  - sistema di accesso condizionato per i contenuti televisivi a pagamento: Nagravision (utilizzato per Sky Sport Uno HD e Sky Calcio HD nel mux Dfree).

Dal 1º gennaio 2017 i televisori in commercio devono obbligatoriamente essere in grado di ricevere i canali televisivi che trasmettono in DVB-T2 HEVC.

## Problemi di copertura in alcune zone del territorio italiano
Il segnale della televisione digitale terrestre non copre in modo sufficiente tutto il territorio: 3 milioni di utenti, il 5% della popolazione, vivono in zone non sufficientemente coperte (anche perché se i disturbi e le interferenze del segnale superano una certa soglia non è possibile ricevere le trasmissioni).
Per aggirare tale problema la piattaforma Tivù ha realizzato la piattaforma satellitare Tivùsat.

## Numerazione dei canali televisivi
Il Logical Channel Number è il sistema di numerazione della televisione digitale terrestre in Italia.
Il Logical Channel Number è stato regolato per la prima volta in Italia con il Decreto legislativo 177/2005 con il quale l'AGCOM adotti un piano per la numerazione dei canali televisivi. L'assegnazione viene data dal Ministero dello sviluppo economico.
Nel 2010 l'AGCOM emana una delibera con la quale viene adottato un primo piano di numerazione (deliberazione 366/10/CONS), nella quale ai canali generalisti nazionali erano riservati i numeri dall'1 al 9, ai canali locali i numeri dal 10 al 19 e dal 71 al 99, e ai canali semigeneralisti e tematici i numeri dal 21 al 70. Inoltre il piano prevedeva che i numeri del quarto e quinto arco di numerazione, cioè i canali 301-399 e 401-499, andassero ai canali televisivi a pagamento. La delibera è stata in parte annullata nel 2012 dal Consiglio di stato a seguito di ricorsi.
Nel 2013 viene emanata una nuova delibera, la 237/13/CONS, con la quale viene adottato un nuovo piano di numerazione. Si prevedeva la distribuzione in I e II arco destinato ai canali nazionali e locali, III arco ai canali locali, IV e V arco ai canali a pagamento, VI arco ai canali nazionali, VII arco ai canali locali, VIII arco ai canali nazionali, IX arco ai canali radiofonifici e agli altri servizi, X arco ai canali locali. I numeri dal 1 a l 9 e il 20 sono destinati ai canali generali nazionali, il numero 10 e i numeri 97-99 ai canali locali consorziati. I numeri dal 21 al 96 vengono assegnati, nell'ordine, ai canali semigeneralisti, tematici bambini e ragazzi, informazione, cultura, sport, musica e televendite. Il piano del 2013 non è ancora stato attuato.
Con il refarming della banda 700 MHz, l'AGCOM ha avviato un nuovo procedimento per aggiornare il LCN (delibera 456/19/CONS). 
L'ultimo aggiornamento del piano di numerazione è avvenuto con la delibera AGCOM 116/21/CONS.

### Numerazione dal 2021
| Arco | Canali televisivi |
| ---- | --- |
| I    | - canali di servizio: 0 - canali generalisti nazionali: 1-9 e 20 - canali locali: 11-19 e 75-99 - canali tematici nazionali: 21-70 - canali locali consorziati: 71-74                                      |
| II   | - canali di servizio: 100 - canali generalisti nazionali anche in differita e in simulcast: 101-109 e 120 - canali locali: 110-119 e 175-199 - canali tematici: 21-70 - canali locali consorziati: 171-174 |
| III  | - canali di servizio: 200 - canali nazionali tematici: 201-209 e 220-270 - canali locali: 210-219 e 271-299                                                                                                |
| IV   | - canali di servizio: 300 - canali locali: 301-350 - canali radiovisivi locali: 351-399 |
| V    | - canali di servizio: 400 - canali a pagamento: 401-499 |
| VI   | - canali di servizio: 500 - canali nazionali in HD, 4K e 8K; 501-599 |
| VII  | - canali di servizio: 600 - canali locali in HD, 4K e 8K: 601-699 |
| VIII | - canali di servizio: 700 - servizi radiofonici: 701-799 |
| IX   | - canali di servizio: 800 - programmazione contenente informazione regionale del servizio pubblico: 801-823 - ambito nazionale o locale: 824-899                                                           |
| X    | - canali di servizio: 900 - ambito nazionale o locale: 901-999 |